# Johann Adolf Stuttberg
Johann Adolf Stuttberg (* Januar 1756 in Elberfeld (heute Stadtteil von Wuppertal); † 18. Dezember 1805 ebenda) war ein Elberfelder Kaufmann und 1801 Bürgermeister der Stadt Elberfeld.
Stuttberg wurde im Januar 1756 geboren und am 27. Januar getauft. Er wurde als Sohn des Elberfelder Kaufmanns Johann Peter Adolf Stuttberg (1715–1771) und der Anna Agnes Wetter (1717–1765) geboren. Er heiratete 1784 Johanna Maria Plücker, die Tochter des zweifachen Elberfelder Bürgermeisters Johannes Plücker. Aus der Ehe sind acht Kinder bekannt.
Stuttberg war von Beruf Kaufmann und in den Jahren 1800, 1803 und 1804 Ratsverwandter. Im Jahr 1801 wurde er zum Bürgermeister gewählt. Im Jahr darauf wurde er Stadtrichter der Stadt. Heute erinnert die Stuttbergstraße in Wuppertal-Elberfeld an ihn.